# Barbella macroblasta
Barbella macroblasta är en bladmossart som beskrevs av Brotherus 1913. Barbella macroblasta ingår i släktet Barbella och familjen Meteoriaceae. Inga underarter finns listade i Catalogue of Life.